# Renaud de Laborderie
Renaud de Laborderie est un journaliste français spécialisé dans la Formule 1, né le 14 juillet 1930 à Paris où il est mort le 24 juin 2012,. 

## Biographie
Renaud Yrieix Henri Maurice de Labrouhe de Laborderie est le fils de Marcel de Laborderie, joueur de rugby à XV et journaliste sportif d'avant et après la Seconde Guerre mondiale, spécialiste du rugby (XV et XIII).
Il joue au rugby à XV au Racing Club de France puis « prend la suite de son père » en assurant le reportage des matchs de rugby à XV et à XIII dès la fin des années 1950. Il s'intéresse aussi au tennis mais devient spécialiste de l'automobile puis directeur de la rédaction des sports du Parisien de 1982 à 1991et tient la rubrique sports et automobiles du mensuel Lui de 1963 à 1987. Il couvre plus de 600 Grands Prix de Formule 1 et publie une cinquantaine d'ouvrages sur la Formule 1,. 
De 1950 à sa mort, il est directeur de collection pour les Éditions Solar. Il dirige en particulier, à partir de 1975, la collection « Livre d'or » qui devient la plus vendue dans le domaine des livres annuels consacrés au sport.
Il reçoit l'ordre de chevalier de la Légion d'honneur par Pierre Mazeaud, ministre des Sports entre 1974 et 1976.
En 2007, il reçoit le « Prix de la carrière », décerné par l'Association des écrivains sportifs, qui récompense un homme qui, au long de sa carrière par ses écrits ou ses travaux, a apporté une contribution importante au sport, à sa diffusion et à son retentissement.

## Vie privée
Renaud de Laborderie est l'époux d'Agnès Carlier, une personnalité du monde de la Formule 1 depuis le début des années 1980.

## Liens
- Notices d'autorité :   - VIAF
  - ISNI
  - BnF (données)
  - IdRef
  - LCCN
  - WorldCat